# Navala
Navala – wieś na Fidżi, w dystrykcie zachodnim, w prowincji Ba. Leży na wyspie Viti Levu.
Navala znana jest z tradycyjnych, krytych strzechą domów Bure, które stanowią atrakcję turystyczną.